# Sallah Shabati
Sallah Shabati (en hebreo: סאלח שבתי) es una película de comedia israelí de 1964 sobre el caos de la inmigración y el reasentamiento israelíes. Esta sátira social colocó al director Ephraim Kishon y al productor Menahem Golan entre los primeros realizadores israelíes en lograr el éxito internacional. También presentó al actor Chaim Topol (El violinista en el tejado) a audiencias de todo el mundo.
El nombre de la película, Sallah Shabati es un juego de palabras; ostensiblemente un nombre judío yemenita, también se pretende evocar la frase סליחה שבאתי, "siento haber venido". En versiones impresas anteriores de los cuentos de Kishon que fueron revisados para la película, el personaje era conocido como Saadia Shabtai.

## Trama

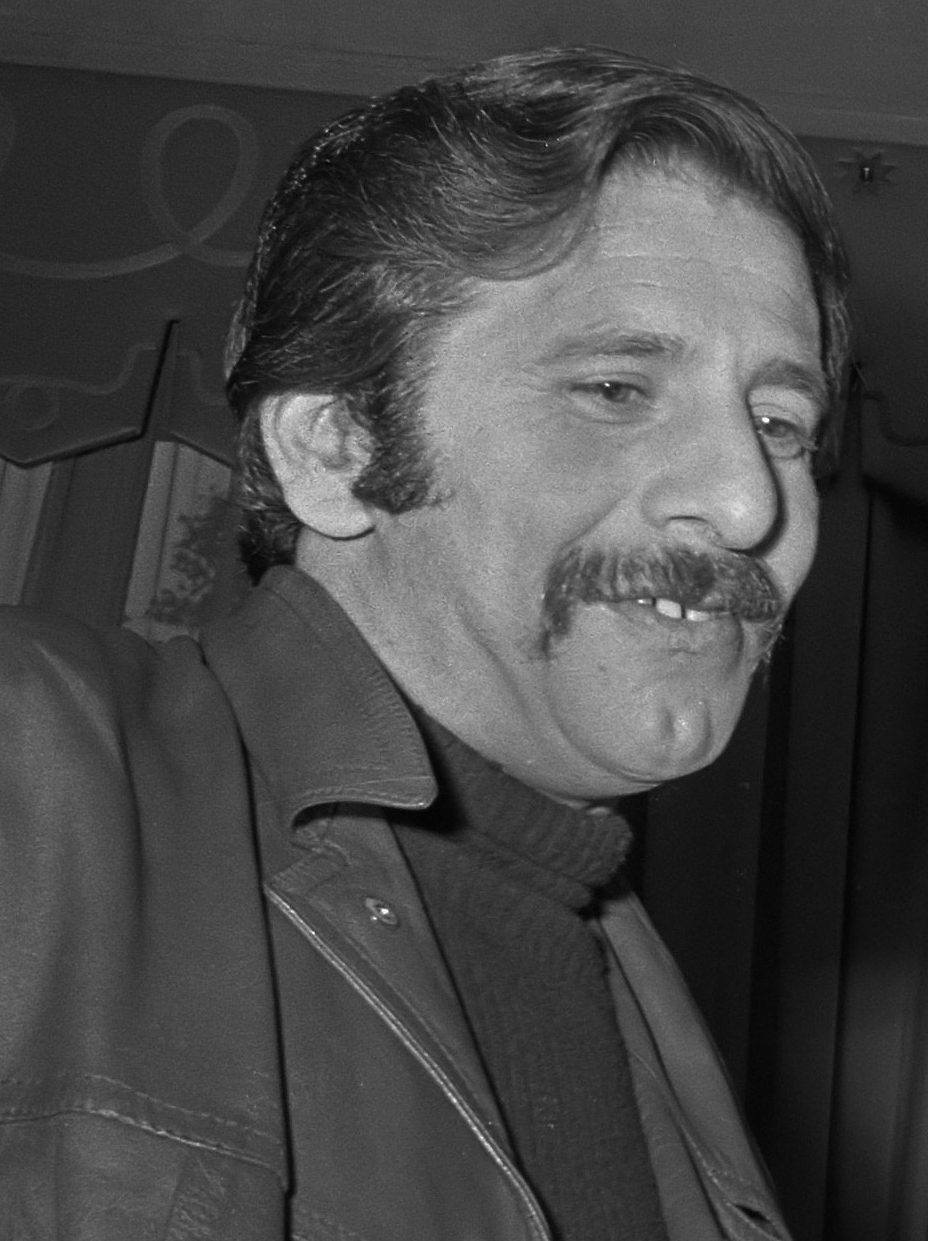
Chaim Topol, protagonista.

La película comienza con Sallah Shabati, un inmigrante judío Mizrahi, que llega con su familia a Israel desde Irak. Al llegar, lo llevan a vivir a un maabara, o campo de tránsito. Se le da una cabaña averiada en una habitación para vivir con su familia y pasa el resto de la película tratando de ganar suficiente dinero para comprar una vivienda adecuada. Sus planes para hacer dinero son a menudo cómicos y con frecuencia satirizan los estereotipos políticos y sociales en Israel de la época.

## Elenco
- Chaim Topol como Sallah Shabati (como Haym Topol).[1]
- Arik Einstein como el novio de la hija de Sallah Shabati.
- Geula Nuni como Habbubah Shabati (como Geula Noni), hija de Sallah.
- Gila Almagor como Bathsheva Sosialit (trabajadora social).
- Albert Cohen
- Shraga Friedman como Neuman, un supervisor en el kibutz.
- Zaharira Harifai como Frieda, un supervisor en el kibbutz.
- Shaike Levi como Shimon Shabati, el hijo de Sallah.
- Nathan Meisler como el Sr. Goldstein, vecino de Sallah y amigo de backgammon.
- Esther Greenberg como la esposa de Sallah.
- Mordecai Arnon como Mordecai.

## Temas
La representación irreverente y burlona de Sallah Shabati de las principales instituciones sionistas como el kibbutz provocó fuertes reacciones entre muchos cinéfilos y críticos. "Los kibbutzniks en la película se parecen a los burócratas y están claramente divididos en veteranos con roles gerenciales y trabajadores 'simples', una división que contradice el mito de la solidaridad socialista y el idealismo colectivista. Los kibbutzniks muestran total indiferencia, además, a las condiciones miserables de la pobre ma'abara junto a ellos ".

## Recepción crítica
Sallah Shabati recibió críticas mixtas, pero logró un éxito de taquilla sin precedentes en Israel, atrayendo a casi 1.3 millones de espectadores. En el extranjero, ganó el Golden Globe Award de la Asociación de la Prensa Extranjera de Hollywood como Mejor Película Extranjera, y abrió y cerró el Festival de Cine de Berlín. La película fue nominada para un Premio de la Academia de 1964 en la categoría de Mejor Película en Lengua Extranjera, una primera para una producción israelí, pero perdió el Oscar a la película italiana, Ayer, hoy y mañana.